# Yannick Jankovits
Yannick Jankovits (* 6. Januar 1987) ist ein französischer Tennisspieler.

## Karriere
Yannick Jankovits spielt hauptsächlich auf der unterklassigen ITF Future Tour und ATP Challenger Tour. Auf der Future Tour gewann er bislang 17 Einzel- und 19 Doppeltitel.
2005 gab Jankovits sein Debüt auf der Profitour als 18-Jähriger bei einem Future-Turnier in Frankreich. In den Folgejahren spielte er vereinzelt weitere Futures, ohne größere Erfolge vorweisen zu können. 2011 gewann er seinen ersten Titel auf der Future Tour. Zwei Jahre später nahm er an der Qualifikation für die Open Sud de France teil, scheiterte jedoch bereits in der ersten Runde an Guillermo Olaso. 2015 war für Jankovits bislang das erfolgreichste Jahr. Auf der Future Tour gewann er jeweils fünf Einzel- und Doppeltitel. Auf der Challenger Tour erreichte er in Eskişehir im Einzel und in Saint-Rémy im Doppel das Halbfinale. Dadurch gelang ihm im Einzel mit dem 226. Rang seine bislang beste Platzierung in der Weltrangliste. Im Doppel kratzte er am Jahresende an den Top 300.
Auf der Future Tour gewann er 2016 bereits früh in der Saison weitere Titel. Bei den French Open schied er in der ersten Runde klar gegen Daniel Brands aus. Im Juni gelang ihm schließlich sein erster Erfolg auf der Challenger Tour. In Fargʻona sicherte er sich mit Luca Margaroli den Doppeltitel. Anschließend erreichte er noch weitere Halbfinals, schaffte aber nicht mehr den Sprung in ein Finale. Er spielte in der Saison 2016 für den TC Amberg am Schanzl in der 2. Tennis-Bundesliga. Seine beste Platzierung im Doppel ist, wie im Einzel, ein 226. Rang aus dem Frühjahr 2017.

## Erfolge
| Legende (Anzahl der Siege)  |
| Grand Slam                  |
| ATP World Tour Finals       |
| ATP World Tour Masters 1000 |
| ATP World Tour 500          |
| ATP World Tour 250          |
| ATP Challenger Tour (1)     |

### Doppel

#### Turniersiege
| Nr. | Datum         | Turnier  | Belag     | Partner        | Finalgegner                     | Ergebnis  |
| --- | ------------- | -------- | --------- | -------------- | ------------------------------- | --------- |
| 1.  | 18. Juni 2016 | Fargʻona | Hartplatz | Luca Margaroli | Toshihide Matsui Vishnu Vardhan | 6:4, 7:64 |